# Ерёмин, Алексей Григорьевич

Материнские думы. 1969

Ерёмин Алексей Григорьевич (17 марта 1919, село Великая Губа, Заонежский район, Олонецкая губерния, РСФСР — 12 июня 1998, Санкт-Петербург) — советский живописец.
Народный художник РСФСР (1978). Член Санкт-Петербургского Союза художников (до 1992 года — Ленинградской организации Союза художников РСФСР).

## Биография
Родился 17 марта 1919 года в селе Великая Губа (в некоторых источниках — деревня Углёвщина) Заонежского района Карелии. Отец художника Григорий Иванович работал столяром, мать Анастасия Андреевна занималась домашним хозяйством и воспитанием детей. В 1930 году Ерёмин с матерью переехал в Ленинград к отцу, который работал здесь по ремонту и укладке паркета. Учился в школе № 113 Смольнинского района, где начал посещать кружок ИЗО, который вёл учитель рисования Василий Иванович Смирнов, выпускник Академии художеств. В 1934 году Ерёмин принял участие в городском конкурсе на лучший детский рисунок. Вот как он сам писал об этом в своих воспоминаниях:

За иллюстрацию к „Шинели“ Гоголя я получил первую премию. Премию юным живописцам, скульпторам, музыкантам и поэтам вручали в Большом зале Филармонии. В президиуме сидели С.Киров и И.Бродский. Меня вызвали на сцену, жали руку, дали этюдник, масляные краски в наборе, книги.
Очень нас, мальчишек, заинтересовал тогда Бродский. Живой знаменитый художник с длинными вьющимися волосами. Когда кончилось собрание, мы его поджидали в вестибюле. Одетый в дорогую меховую шубу, был он ещё величественнее и недоступнее. Мы шли за ним, почтительно поотстав, до самой его квартиры на нынешней площади Искусств и смотрели, как на чудо.
Первые масляные краски — премиальные — разводил на воде, сначала не получалось. Потом на керосине. Написал деда по фотографии. Отец повесил портрет на стену и показывал гостям с гордостью.

В 1935 году Ерёмина приняли в Среднюю Художественную школу при Всероссийской Академии художеств. В 1939 году его призвали на действительную военную службу в Красную Армию, которую он проходил курсантом в Тбилиси. Там же в 1940 г. впервые участвовал в выставке художников Закавказского военного округа. Войну встретил в бронетанковых войсках на Западном фронте. После ранения в 1942 г. воевал на Воронежском фронте командиром танкового взвода. В 1943—1944 гг. воевал на 2-м Украинском, 3-м Украинском и 4-м Украинском фронтах командиром роты тяжёлых танков «ИС». После тяжёлого ранения весной 1944 года был демобилизован по инвалидности в звании: гвардии старший лейтенант, командир танковой роты. Награждён орденами Красного Знамени, Красной Звезды, медалями.
В 1945 году поступил на живописный факультет Ленинградского института живописи, скульптуры и архитектуры имени И. Е. Репина. Занимался у Бориса Фогеля, Семёна Абугова, Александра Деблера, Александра Зайцева, Бориса Иогансона. В 1947 году женился на однокурснице И. М. Балдиной, с которой прожил в браке более полувека. В 1948 году у них родилась дочь Наталья, которая в последующем окончила институт имени И. Е. Репина и стала, как и родители, художником. Об учёбе в мастерской Б. В. Иогансона Ерёмин вспоминал:

После второго курса студенты продолжали обучение в персональных мастерских, руководимых ведущими профессорами. Самой яркой фигурой среди них был, пожалуй, Б. В. Иогансон. Он жил в Москве. Приезжал не часто. Но зато, когда появлялся, наступал праздник, которого и ждали, и боялись.
Б. В. Иогансон — артистическая натура, человек большого обаяния. Он покорял. Он любил видеть удивление и восхищение. В мастерскую входил в белой накрахмаленной рубашке, торжественный. Сразу устанавливалась полная тишина. Вначале молча всех обойдёт, посмотрит. Подойдёт, засучит рукава рубашки. Попросит: „Дайте-ка палитру! Нет, снимите это, пожалуйста!“ — укажет на выдавленные краски. „Натурщица — красивая девушка. Посмотрите на неё и на холст. Сливки и клубника! Тело светится! А Вы что? Стойте и смотрите. Приступать надо с трепетом, иначе — не касайтесь холста. Вначале разберитесь в красках. Как музыкант настраивает инструмент перед игрой, художник должен настроить палитру“.
Краски очень любил. В течение часа работает над палитрой. И видишь, что ему самому приятно. Потом возьмёт широкую щетинную кисть. Отойдёт, замешает цвет, глядя на модель, стремительно приблизится к холсту и несколькими крупными мазками напишет самое трудное место — грудь. Светло, перламутрово, соединяя чистые цвета уже на холсте. И покажется тебе твой собственный холст тусклой и тёмной заслонкой. А „мэтр“, соответственно взятому тону, усилит звучность и светлоту фона рядом, и ты поймёшь, что такое истинные соотношения красок и как надо дальше вести работу. Б. Иогансон умел вдохновлять, умел без слов доказывать, что живопись — радость и волшебство. После его урока самому хотелось достичь такого мастерства….

В 1951 г. Ерёмин окончил институт по мастерской Б. В. Иогансона с присвоением квалификации художника живописи. Дипломная работа — историческая картина «Ленин в Сибирской ссылке». После окончания института был направлен в Новосибирский Союз художников, где пробыл до 1953 года. Участвовал в выставках, выполнил серию картин для Всесоюзной Сельскохозяйственной выставки в Москве.
После возвращения в Ленинград включился в творческую и общественную жизнь Ленинградского Союза художников, членом которого стал в 1953 году. Избирался председателем секции живописи, членом правления ЛОСХ, членом Правления Союза Художников РСФСР.
Регулярно участвовал в выставках с 1951 года. Писал жанровые и исторические картины, портреты, пейзажи, этюды с натуры. Ведущей темой творчества Ерёмина стала природа и люди русского Севера, Заонежья. Стилистика живописи самобытна, эволюционизировала от манеры, близкой творчеству Л. В. Туржанского, к более широкому письму и усилению декоративности. Об истоках своего творчества Ерёмин писал:

Пластов считал лучшим местом во всём мире свою деревню Прислониху. А я без Заонежья — не человек и не художник. Наша Родина — огромная страна, но есть края, которым ты обязан больше, чем другим. Я люблю людей, укоренившихся в земле. Силу она им даёт. А художнику — ничем не заменимое живое ощущение, не позволяющее солгать.
Я езжу в Заонежье летом, осенью, зимой и весной. Там я появился на свет. Там похоронены мои предки. Там живут родственники и друзья. Если долго не могу выбраться на Яндом-озеро, становлюсь как больной. А возвращаюсь помолодевшим.
Народ там замечательный. Потомки древних новгородцев. Внешне не броские, но сноровистые, упорные и смелые, нрава независимого. Татарского и помещичьего ярма избежали. А какие мастера! Всемирно известная кижская Преображенская церковь — рублена плотницкой артелью. Умельцев было не счесть. Например, мой дед по отцу — краснодеревец — выкладывал паркет в Зимнем дворце. Второй дед — резчик по карельской берёзе — имел лондонские и парижские медали. И сейчас талантливых людей немало. Вот хотя бы Женя Зайцев (он в картине „Онежская уха“ на первом плане сидит). В любом моторе разбирается. Если какой забарахлит — зови Женю, обязательно починит. Золотые руки!
Про природу я молчу. Тут слова бессильны. Лучше, как учит поговорка, один раз увидеть, чем семь раз услышать. А что? Отправляйтесь-ка в Заонежье и убедитесь, прав ли я. Не пожалеете! Кто у меня гостил один, два, три раза, мечтают приехать ещё. Удобств особых не обещаю. Всё надо делать самому. Самому поймать рыбу, напилить и наколоть дров, приготовить обед, наносить воды, натопить баню, да за продуктами время от времени ходить в Великую Губу — на лодке километра четыре и лесом столько же. Зато есть в этом резон. Я почему не бываю на творческих дачах? Там всё готовое — ни забот, ни хлопот. А они-то и помогают точнее видеть, а не созерцать сторонним взглядом. С ними ты ближе к людям, ближе к действительности….

Среди произведений, созданных Алексеем Ерёминым, картины «В тайге сибирской» (1954), «Охотники», «Берег речки» (обе 1956), «Лесорубы», «Северная пристань» (обе 1957), «Весна в Заонежье», «Север» (обе 1958), «В Великой Губе», «Геологи», «Корбозеро», «Кижи» (все 1960), «Рыбацкий посёлок», «Утро», «В Верховье» (все 1961), «В Заонежье», «Наши палатки» (обе 1962), «Онежане», «Цветёт черёмуха» (обе 1963), «Утро в Карелии», «На Онеге», «Белая ночь», «Осенний день», «На Онеге» (все 1964), «Северная пристань», «К Ленину», «Северная весна» (все 1967), «Материнские думы», «Онежская уха» (обе 1969), «Варваринская церковь на Яндомозере», «Осенний день» (обе 1970), «Портрет В. Комиссарихина, плотника-реставратора» (1971), «Моторист Женя Зайцев», «Бани топят» (обе 1972), «Октябрь» (1974), «Заонежский мастер Тимофей Герасимович», «Отцы и сыновья», «Тракторист А. Байков с сыном Лёшей», «Дом на Погосте» (все 1976), «Заонежье. 9 Мая» (1977), «Весна» (1978), «Сестра наша», «Идёт война», «Осенняя песня» (все 1980) и другие.
Характерна история создания одной из проникновеннейших картин Ерёмина — «В родном доме» (1975). Приведём мнение о ней искусствоведа А. Ф. Дмитренко и самого автора. «Картина, — пишет А. Дмитренко, — не только связана с фактами биографии художника, почти автопортретна, но определяет нравственный стержень художника, его жизненных устоев. Быть может, это — „последнее прости“. Любовный, всё понимающий взгляд матери. И погружённое в раздумья лицо сына, перед которым прошла вся жизнь, где главным было ощущать, что мать рядом. В уголке деревенского дома перед кроватью матери с мирно дремлющим на ней рыжим котёнком, возникают щемящие ноты от сознания, что эти умиротворённые мгновения на исходе. Пространство комнаты, кажется, наполнено чувствами, захлёстывающими друг друга». О создании картины Ерёмин писал:

Я пишу холсты обычно про своё, наболевшее. Много лет уже чувствовал: про мать написать должен. Моя мать была суровая, но справедливая. На ласку скупая. Она малышню беспомощную очень жалела, а подрастал — строго требовала. Не гладила меня по головке. В детстве и обиды бывали, а повзрослев, я понял, что правильно она меня воспитывала. Сама стройная, высокая, кисти рук длинные, красивые, рабочие. Её руки для меня много значили. Как совесть.
После войны телят колхозных новорождённых выхаживала. Одна. И дыры в коровнике заделывала, и сено для них на зиму косила, и отвар из каких-то трав и почек варила — ни один не помер. А от колхоза только палочки — трудодни в тетрадке, по которым получать было нечего. Я как-то стеснялся свои чувства к ней высказывать. Наверное, напрасно. Так и не выговорил того, что на сердце было. Не облегчил души ей и себе. И так подумаю об этом, и об её доле — комок в горле. Не уйти мне от этого. Надо писать картину.
В 1950-е годы жила она с моими сёстрами в Ижоре. За два года перед смертью заболела она. Попала в больницу. Думали — не выживет. Очень уж плоха была. Вот тогда и приехал я к ней. Казалось, прощаться еду. Что-то сделать хотелось такое, чтоб поняла она, как дорога мне. Сидел около неё в белом халате. И опять какие-то не те слова говорил, которые просились….
Во второй раз попала в больницу — долго руки не отпускала, прежде чем я ушёл. Словно прощалась. Когда умерла, меня с нею не было….
Есть у меня эскизы и варианты, когда сын у матери в больнице. Но белый цвет я не люблю — мёртвый какой-то. А там стены белые, простыни белые, халаты белые.
И перенёс я эту встречу в дом, где родился. Как приеду на Яндом-озеро, приду в этот дом, где все сучки, глазки и трещинки на бревёнчатых стенах знаю, — горло перехватывает. Вначале на стенах фотографии в рамках висели у меня в картине, как было на самом деле в доме. Потом всё убрал, оставил лишь икону, швейные принадлежности и котёнка на одеяле.
Вначале были братья с жёнами у постели матери. Потом сын и выходящая из комнаты жена. Потом всё исчезло и остался один сын с матерью….

В 1970 году А. Ерёмин был удостоен почётного звания Заслуженный художник РСФСР, в 1978 году — почётного звания Народный художник РСФСР.
Скончался 11 июня 1998 года в Санкт-Петербурге на 80-м году жизни.
Его жена Ирина Михайловна Балдина пережила мужа на десять лет и скончалась в Петербурге 15 января 2009 года на восемьдесят седьмом году жизни.

## Музейные коллекции
Произведения А. Г. Ерёмина хранятся в музеях и частных собраниях в России, Великобритании, КНР, Германии, Италии, Японии и других странах.
- Государственный Русский музей
- Государственная Третьяковская галерея
- Музей Российской академии художеств
- РОСИЗО
- Царскосельская коллекция
- Калининградский областной музей изобразительных искусств
- Тольяттинский художественный музей
- Приморская государственная картинная галерея
- Музей изобразительных искусств Республики Карелия
- Нижнетагильский музей изобразительных искусств
- Рославльский историко-художественный музей
- Центральный музей Великой Отечественной войны 1941-1945 гг.
- Сочинский художественный музей имени Дмитрия Жилинского